# Communauté de communes des Coteaux de la Marne
Die Communauté de communes des Coteaux de la Marne war ein französischer Gemeindeverband mit der Rechtsform einer Communauté de communes im Département Marne in der Region Grand Est. Sie wurde am 30. Dezember 1996 gegründet und umfasste 14 Gemeinden. Der Verwaltungssitz befand sich im Ort Dormans.

## Historische Entwicklung
Am 1. Januar 2017 wurde der Gemeindeverband mit den Communautés de communes Brie des Étangs, Deux Vallées und acht der 26 Gemeinden der Communauté de communes Ardre et Châtillonnais zur neuen Communauté de communes des Paysages de la Champagne zusammengeschlossen.

## Ehemalige Mitgliedsgemeinden
1. Le Breuil
2. Champvoisy
3. Courthiézy
4. Dormans
5. Festigny
6. Igny-Comblizy
7. Leuvrigny
8. Mareuil-le-Port
9. Nesle-le-Repons
10. Œuilly
11. Sainte-Gemme
12. Troissy
13. Verneuil
14. Vincelles

## Quelle
1. ↑  Schéma départemental de coopération intercommunale de la marne. (Pdf) 30. März 2016, abgerufen am 5. November 2017 (französisch).